# Begonia ciliobracteata
Espèce
Synonymes
- Begonia cameroonensis L.B.Sm. & Wassh.[1]
- Begonia dielsiana Gilg[1]
- Begonia hookeriana Gilg ex Engl.[1]
- Begonia raynaliorum R.Wilczek[1]

Begonia ciliobracteata est une espèce de plantes de la famille des Begoniaceae.
L'espèce fait partie de la section Scutobegonia.
Elle a été décrite en 1895 par Otto Warburg (1859-1938).

## Répartition géographique
Cette espèce est originaire des pays suivants : Cameroun ; Guinée Équatoriale ; Ghana ; Nigéria ; Zaire.